# Oxycera trilineata
Espèce
Synonymes
- Musca trilineata Linnaeus, 1767
- Musca hypoleon (Linnaeus, 1767)
- Hermione trilineata var. sajoi (Linnaeus, 1767)
- Oxycera trilineata var. collaris (Brunetti, 1889)

Oxycera trilineata est une espèce d'insectes diptères brachycères de la famille des Stratiomyidae et du genre Oxycera.

## Répartition
Cette espèce paléarctique se retrouve en Europe, en Russie, en Chine, en Afrique du Nord ainsi qu'en Turquie,,.

## Biologie
L'imago se retrouve dans les prairies humides ainsi qu'aux bords des zones d'eaux de juillet à septembre. La larve est aquatique et se développe dans des zones d'eaux peu profondes, ou elle prédate d'autres organismes.